# Bogusław Owoc
Bogusław Owoc (ur. 1 października 1955 w Olsztynie) – polski inżynier budownictwa, polityk i samorządowiec, działacz opozycyjny w PRL, w 1998 wicewojewoda olsztyński.

## Życiorys
Absolwent II Liceum Ogólnokształcącego im. Konstantego Ildefonsa Gałczyńskiego w Olsztynie. W młodości uprawiał lekkoatletykę, należał do kadry narodowej biegu na 400 m. W 1979 ukończył studia z budownictwa na Akademii Rolniczo-Technicznej w Olsztynie.
Od początku lat 80. pracował w przedsiębiorstwach budowlanych jako kierownik budów, technolog, specjalista i asystent. Zatrudniony także jako nauczyciel w technikum budowlanym i pracownik Instytutu Organizacji, Zarządzania i Ekonomiki Przemysłu Budowlanego Orgbud w Olsztynie. Działał w podziemnej Polskiej Partii Niepodległościowej: w latach 1985–1993 kierował jej strukturami regionalnymi, należał do Centralnego Komitetu Wykonawczego. Zajmował się też kolportażem podziemnych wydawnictw. Od 1985 do 1986 więziono go z przyczyn politycznych, został skazany na karę 1,5 roku więzienia w zawieszeniu. Sprzeciwiał się porozumieniom Okrągłego Stołu, początkowo bojkotując wybory w III RP.
Od 1991 do 1996 kierował Przedsiębiorstwem Budownictwa Rolniczego w Olsztynie. W latach 1993–1998 był szefem zarządu wojewódzkiego Ruchu dla Rzeczypospolitej, należał do władz krajowych partii. W wyborach parlamentarnych w 1993 otwierał olsztyńską listę okręgową Koalicji dla Rzeczypospolitej, ponownie kandydował w 1997. W 1994 tworzył struktury Warmińskiego Forum Centro-Prawicy, z jego ramienia uzyskał mandat w radzie miasta Olsztyna. Od 27 lipca do 31 grudnia 1998 sprawował funkcję ostatniego w historii wicewojewody olsztyńskiego. W 1998 kandydował w wyborach samorządowych z listy AWS (w 1998 przystąpił do niej wraz ze swoją partią). W 2006 z ramienia Ligi Polskich Rodzin ubiegał się o prezydenturę Olsztyna (zajął przedostatnie, szóste miejsce). W późniejszym okresie został aktywistą stowarzyszenia „Solidarni 2010”. Przez wiele lat toczył spory sądowe z izbami skarbowymi i osobami oskarżającymi go o zniesławienie, działał także według własnych deklaracji jako przeciwnik układów w sądownictwie i władzach.
W 2012 odznaczony Krzyżem Kawalerskim Orderu Odrodzenia Polski, odmówił jego przyjęcia (uzasadniając to brakiem demokracji w państwie).